# Оксалат железа(II)
Оксалат железа(II) — неорганическое соединение, соль металла железа и щавелевой кислоты с формулой FeC2O4,
желтовато-белые кристаллы,
слабо растворяется в воде,
образует кристаллогидрат.

## Получение
- Действие оксалатами щелочных металлов на растворимые соли железа(II):

{\displaystyle {\mathsf {FeSO_{4}+Na_{2}C_{2}O_{4}\ {\xrightarrow {}}\ FeC_{2}O_{4}\downarrow +Na_{2}SO_{4}}}}
Действие щавелевой кислоты на железо:
{\displaystyle {\ce {Fe + H2C2O4 -> FeC2O4 + H2 ^}}}

## Физические свойства
Оксалат железа(II) образует желтовато-белые кристаллы.
Образует кристаллогидрат состава FeC2O4•2H2O.
Слабо растворяется в воде.

## Химические свойства
- Температурное разложение оксалата железа(II) известно получением при нем пирофорного железа, самовоспламеняющегося на воздухе:
- {\displaystyle {\ce {FeC2O4 ->[t^oC] Fe + 2CO2 ^}}}
- В среде углекислого газа пирофорное железо медленно восстанавливает CO2 до CO. Если перевернуть пробирку сразу после нагревания, то пирофорное железо будет сгорать, покинув среду CO2.
- Гидрат обезвоживается при 200°С.
- При смешении с раствором оксалата аммония или щелочного металла в подкисленной среде образует комплексную соль:
- {\displaystyle {\mathsf {FeC_{2}O_{4}+Na_{2}C_{2}O_{4}\xrightarrow {H^{+}} \ Na_{2}[Fe(C_{2}O_{4})_{2}]}}}

● Разлагается при температуре до оксида железа(II),угарного и углекислого газа в атмосфере азота или в вакууме:
{\displaystyle {\ce {FeC2O4->[t^oC,vacuum] FeO + CO2 ^ + CO ^}}}
{\displaystyle {\ce {FeC2O4->[t^oC,N_2] FeO + CO2 ^ + CO ^}}}